# Dividende en droit français
Pour un article plus général, voir Dividende.
Pour les articles homonymes, voir Dividende (homonymie).
En droit français, ce sont les actionnaires, réunis en assemblée générale, qui décident du versement d'un dividende  si l'entreprise détient une trésorerie suffisante.

## Absence d'enrichissement
Du point de vue d'un actionnaire, le versement d'un dividende ne constitue pas en lui-même un enrichissement : le dividende qu'il reçoit est compensé par la baisse de valeur de ses actions causée par la cession d'actifs que constitue ce versement. Payer un dividende revient en fait à liquider une part de l'entreprise, à transformer une part de l'entreprise en liquidités. D'ailleurs le mot dividende désigne également le montant que reçoivent les actionnaires lors de la liquidation d'une entreprise (boni de liquidation). L'enrichissement des actionnaires est antérieur au versement des dividendes, qui ne fait que transférer aux actionnaires tout ou partie des profits réalisés antérieurement.

## Bilan d'un dividende

### Transferts d'actifs
Des actionnaires votent un dividende, sur proposition de la direction et si l'entreprise possède des réserves légales suffisantes.

Ce bénéfice est soustrait à l'entreprise pour être donnés aux actionnaires.
Pour un actionnaire, le dividende ne rapporte pas d'argent. En effet, comme l'entreprise perd des actifs (de la trésorerie en général) pour le payer, sa valeur totale baisse d'autant. Donc ce que l'actionnaire gagne avec le dividende, il le perd en valeur des actions.

Cette règle n'est pas rigoureusement exacte, parce qu'il y a des taxes sur les dividendes, et que d'autres paramètres interviennent dans le prix d'une action.

### Comparaison avec les autres transferts possibles
Pour l'actionnaire, c'est une opération neutre parce que le transfert a lieu entre ses propres actifs. Cela signifie qu'il reçoit de l'argent qui est déjà à lui, mais cela n'implique pas que cet argent lui est destiné à l'origine. Si l'entreprise ne paye pas de dividende à l'actionnaire, elle peut réaliser d'autres opérations.
Elle peut le garder pour de futurs investissements. Cela laisse toute sa valeur à la société, et l'opération est neutre pour l'actionnaire. Par rapport à un dividende, cela permet à l'entreprise de se garder des opportunités de croissance.

Elle peut augmenter les salaires, sous forme de primes par exemple. Par rapport à un dividende, cela enlève de l'argent aux actionnaires pour le donner aux salariés.

Elle peut racheter ses propres actions; par rapport à un dividende, les actifs de l'entreprise sont réduits du même montant, mais le nombre d'action est dans ce cas également réduit.

## Modalités
Le versement d'un dividende, même en cas de bénéfice, n'est pas automatique et relève d'une décision de l'assemblée générale des actionnaires. En France, l'article L232-11 du code de commerce permet à l'assemblée générale de distribuer sous forme de dividende toute somme faisant partie du bénéfice distribuable, égal au bénéfice de l'exercice, diminué des éventuelles pertes antérieures et de l'éventuel montant à affecter à la réserve obligatoire, et diminué ou augmenté du report à nouveau , sous réserve que les capitaux propres après distribution soient au moins égaux au capital social augmenté des réserves ne pouvant être statutairement ou légalement distribuées, comme les réserves légales, et exclusion faite d'éventuels écarts de ré-évaluation, non distribuables. La partie du bénéfice non versée en dividende est donc conservée dans l'entreprise et est comptabilisée au passif du bilan dans le compte de réserve ou de report à nouveau. L'une des conséquences importantes de cette loi est la possibilité pour une entreprise de distribuer du dividende lors de pertes. Ceci permet à une entreprise ayant suffisamment de trésorerie de continuer à verser des dividendes.
Les dividendes sont en général distribués à partir du bénéfice net de l'exercice clos, mais peuvent également être prélevés sur les bénéfices mis en report à nouveau voire en réserves.
En l'absence de bénéfice distribuable, sauf s'il existe des réserves distribuables, il est interdit de distribuer des dividendes qui seront alors qualifiés de fictifs. Cette interdiction est destinée à protéger les créanciers de la société car une distribution de dividendes fictifs affecterait leur gage. La sanction d'une distribution de dividendes fictifs pour les associés et les actionnaires est la répétition à la société des dividendes qu'ils ont indûment perçus. Quant aux dirigeants de sociétés à responsabilité limitée ou de sociétés par action qui auraient permis d'opérer entre les associés la répartition de dividendes fictifs, ils commettraient un délit. L'acte de commission de l’infraction est matérialisé par la répartition entre les actionnaires ou associés. Peu importe le mode de répartition des dividendes, qu’ils soient payés en numéraire ou par la remise de titres.
Le choix de distribuer les bénéfices ou de les mettre en réserve en vue de pratiquer une politique d'autofinancement est de la compétence de l'assemblée générale ordinaire. Les associés minoritaires subissent en la matière la loi de la majorité et ne sauraient contester cette mise en réserve qui les satisfait moins qu'une distribution, à moins qu'un abus de majorité de la part des actionnaires majoritaires soit caractérisé. Il est toutefois difficile d'établir en pratique la contrariété à l'intérêt social d'une décision qui permet à la société de renforcer ses fonds propres.
Le caractère abusif d'une mise en réserve systématique a néanmoins pu être admis au motif que les besoins de financement de la société ne la justifiaient pas ou encore qu'une telle décision, qui ne répondait ni à l'objet ni à l'intérêt de la société était destinée à favoriser les associés majoritaires au détriment des associés minoritaires. Ainsi faut il considérer que la mise en réserve systématique des bénéfices n'est pas contraire à l'intérêt social dès lors qu'elle est justifiée par la situation de la société.
Les dividendes sont des fruits, au sens du droit des biens, mais pas des fruits civils réputés s'acquérir jour par jour, selon la formule de l'article 586 du Code civil. Ils sont dus au jour de leur mise en distribution, ce qui justifie, en cas de cession de parts ou d'actions, qu'ils reviennent intégralement à celui qui a la qualité d'associé au moment où est prise cette décision, sauf si les parties se sont accordées sur d'autres modalités de répartition.
Les statuts déterminent librement les modalités de répartition des bénéfices et de contribution aux pertes. En principe versés aux associés sous forme d'espèces, les dividendes peuvent aussi être distribués en action, voire par attribution à chacun des associés d'actifs sociaux non monétaires. Dans le silence du pacte social, le Code civil retient une répartition proportionnelle aux apports. Les statuts peuvent prévoir une répartition égale nonobstant l'inégalité des apports ou inégale malgré l'équivalence des apports. Il est envisageable de réserver à certains associés un sort plus favorable en leur promettant un droit prioritaire, préciputaire, cumulatif, renforcé ou encore majoré sur les bénéfices distribués, droit qui peut être traduit par la création de catégories d'actions, tant que la vocation aux résultats n'est pas supprimée.
Un dividende versé sous forme d'actions permet de donner le choix à l'actionnaire de percevoir le dividende en numéraire (dans l'optique d'investir ce dividende ailleurs) ou en actions de l'entreprise (avec une décote maximum de 10 % par rapport au cours moyen des 20 dernières séances). Dans ce dernier cas, cela permet à l'entreprise d'atténuer sa sortie de trésorerie (on peut décomposer le dividende versé sous forme d'action en un versement de dividende en numéraire suivi d'une augmentation de capital), et cela permet à l'actionnaire de réinvestir, sans frais de courtage, le montant du dividende dans l'entreprise.
Le versement s'effectue généralement périodiquement, c'est l'assemblée générale qui décide de la ou des dates de versement. En France, la tradition était d'effectuer des versements annuels, mais des modifications en matière de politique fiscale (réforme de l'avoir fiscal au 1er janvier 2005) et la volonté d'attirer de nouveaux investisseurs ont changé la façon de régler le dividende. S'inspirant du modèle américain où les dividendes sont versés trimestriellement sous forme d'acomptes sur les prochains bénéfices, certaines entreprises françaises commencent à verser les dividendes par acompte semestriel et généralement quelques jours après la fixation de la valeur des dividendes par l'assemblée générale.

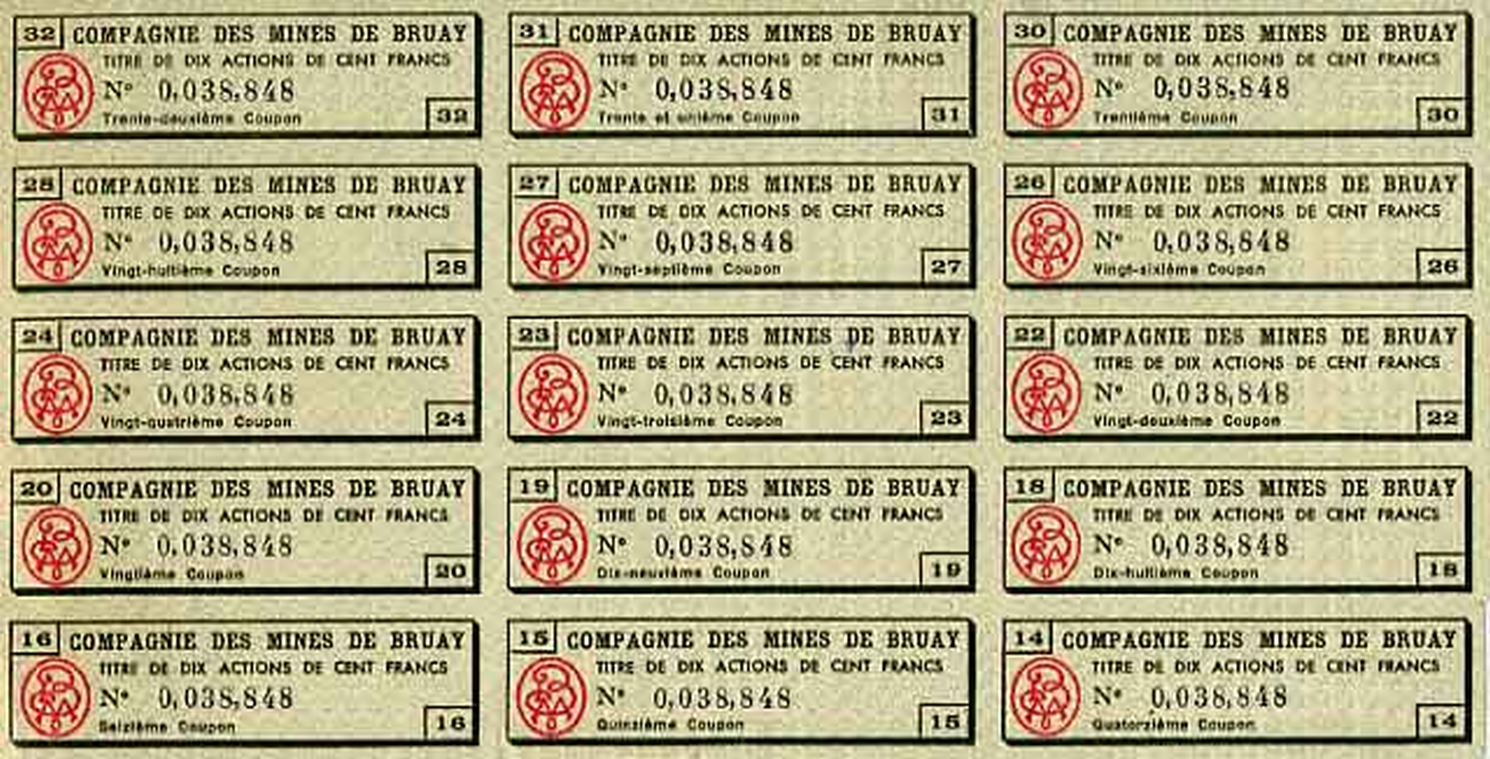
Coupons non détachés d'une ancienne action non dématérialisée.

Le versement du dividende entraine généralement une fluctuation du cours de bourse, l'action enregistrant une baisse du montant du dividende versé. En réalité, la baisse du cours de l'action a lieu le jour du détachement du coupon (en). Ce terme de détachement de coupon fait référence aux anciennes modalités de distribution de dividendes, lorsque les actions étaient matérialisées sous forme de titres-papier, et accompagnées de coupons détachables qui étaient échangés contre le dividende. La date de versement du dividende est postérieure de quelques jours à la date de détachement, entre trois et vingt jours en fonction des pays et des banques intermédiaires.
La baisse du cours de l'action lors du jour du détachement n'est pas orchestrée par l'entreprise émettrice des dividendes : il s'agit d'une auto-régulation du marché. Si, par exemple, une action est cotée à 100 € un jour avant la date du détachement pour un dividende par action de 2 €, alors, une fois cette date passée, il est normal que les acheteurs potentiels qui ne toucheront donc pas le dividende abaissent leur prix d'achat de 2 €, soit le prix du dividende, à 98 €, puisque la valeur de l'entreprise a théoriquement diminué d'autant. Pour que la baisse du cours de l'action soit exactement égale au prix du dividende, il faut que le marché soit parfait : les acteurs du marché doivent notamment être totalement rationnels. De plus, d'autres facteurs indépendants de l'émission de dividendes affectent également le cours de l'action le jour du détachement comme pour n'importe quel autre jour. La baisse enregistrée n'est donc jamais exactement égale au prix du dividende et il peut arriver que sous l'action d'autres facteurs, le cours de l'action augmente ce jour-là.
En France, il existe une autre manière de transférer de la trésorerie les actionnaires, mais elle est exceptionnelle : il s'agit de l'amortissement du capital. Il a lieu à l'approche d'une liquidation (Article L225-198 et suivants du code de commerce). En droit des sociétés français les modalités d'attribution et de versement sont régies par les articles L232-10 et suivants du code de Commerce.
En droit des entreprises en difficulté, le dividende est la part de l'actif revenant aux créanciers qui n'ont pu être intégralement payés après liquidation de l'entreprise : on dit alors que les créanciers sont payés "au marc le franc".

### Exemple (simplifié)
Supposons une entreprise ayant pour seul actif une trésorerie de 220 €. Ce cas est théorique puisqu'il correspond soit à une entreprise n'ayant pas démarré son activité (mais qui ne peut légalement pas distribuer de dividende puisque n'ayant pas de résultat distribuable), soit à une entreprise ayant cessé son activité et soldé tous ses actifs. Cette entreprise est possédée par 2 investisseurs, A et B, possédant chacun 10 actions.
On a donc à l'actif 220 € et au passif 20 actions, donc d'une valeur de 11 € par action.
A possède 10 actions, soit 110 €.
B possède 10 actions, soit 110 €.
Supposons que l'entreprise veuille verser 1€ de dividende par action.
- Versement d'un dividende en numéraire :

Dans le cas d'un versement en numéraire, chaque investisseur reçoit donc 1 € par action. Avec 20 actions, l'entreprise verse donc 20 € à ses actionnaires.
On a donc à l'actif 220 €- 20 € = 200 € et au passif 20 actions, donc d'une valeur de 10 € chacune.
A possède 10 actions qui valent 100 € ainsi que 10 € en liquide issu du dividende. Il a donc 110 €.
B possède 10 actions qui valent 100 € ainsi que 10 € en liquide issu du dividende. Il a donc 110 €.
On remarque que la richesse de chaque actionnaire n'a pas changé, seule la trésorerie de l'entreprise a diminué, au profit de la trésorerie de chaque actionnaire.
- Versement d'un dividende sous forme d'action :

L'entreprise donne alors le choix entre percevoir 1 € en numéraire par action, ou bien d'utiliser ce dividende pour racheter des actions de l'entreprise au prix de 10 € (donc avec une décote de 9 % par rapport au cours actuel de 11 €).
Supposons que A décide de toucher le dividende en numéraire afin de l'investir ailleurs, tandis que B, confiant dans l'avenir de l'entreprise, décide de le toucher sous forme d'actions.
A possède 10 actions et reçoit 10 € en liquide issu du dividende.
B possède 10 actions et reçoit également (1 € x 10)/10 € = 1 action supplémentaire. B a donc 11 actions.
On a donc à l'actif 220 €- (1€ x 10)= 210 € à la suite du versement en numéraire à A, et au passif 10+11=21 actions. Chaque action vaut donc 10 €.
A possède 10 actions qui valent 10 € chacune ainsi que 10 € en liquide issus du dividende. Il a donc 110 €.
B possède 11 actions qui valent 10 € chacune. Il a donc 110 €.
La richesse de chaque actionnaire n'a toujours pas changé, mais la diminution de trésorerie a été atténuée, du fait du choix de B de percevoir son dividende sous forme d'action.
Notons ici que l'exemple a été simplifié dans le but de neutraliser l'effet de dilution entrainé par le versement du dividende sous forme d'actions. Rappelons que dans ce cas de dividende, on peut décomposer le versement en un versement de dividende en numéraire, suivi d'une augmentation de capital, ce qui permet de mieux comprendre le phénomène de dilution, conséquence de toute augmentation de capital.
Un dividende versé sous forme d'actions permet de donner le choix à l'actionnaire de percevoir le dividende en numéraire (dans l'optique d'investir ce dividende ailleurs) ou en actions de l'entreprise (avec une décote maximum de 10 % par rapport au cours moyen des 20 dernières séances). Dans ce dernier cas, cela permet à l'entreprise d'atténuer sa sortie de trésorerie (on peut décomposer le dividende versé sous forme d'action en un versement de dividende en numéraire suivi d'une augmentation de capital), et cela permet à l'actionnaire de réinvestir, sans frais de courtage, le montant du dividende dans l'entreprise.
Le versement s'effectue généralement périodiquement, c'est l'assemblée générale qui décide de la ou des dates de versement. En France, la tradition était d'effectuer des versements annuels, mais des modifications en matière de politique fiscale (réforme de l'avoir fiscal au 1er janvier 2005) et la volonté d'attirer de nouveaux investisseurs ont changé la façon de régler le dividende. S'inspirant du modèle américain où les dividendes sont versés trimestriellement sous forme d'acomptes sur les prochains bénéfices, les entreprises françaises commencent à verser les dividendes par acompte semestriel et généralement quelques jours après la fixation de la valeur des dividendes par l'assemblée générale.

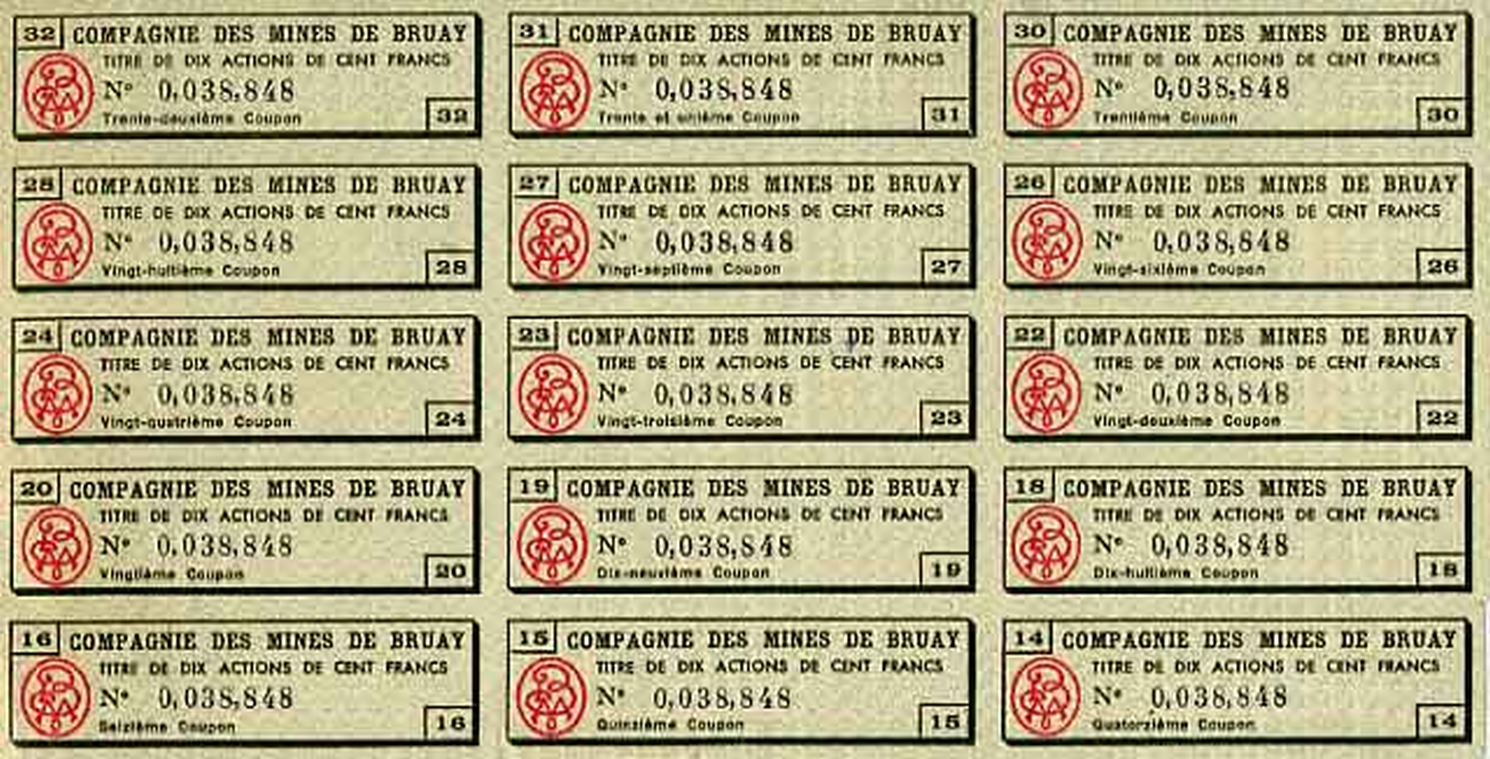
Coupons non détachés d'une ancienne action non dématérialisée.

Le versement du dividende entraine généralement une fluctuation du cours de bourse, l'action enregistrant une baisse du montant du dividende versé. En réalité, la baisse du cours de l'action a lieu le jour du détachement du coupon (en). Ce terme de détachement de coupon fait référence aux anciennes modalités de distribution de dividendes, lorsque les actions étaient matérialisées sous forme de titres-papier, et accompagnées de coupons détachables qui étaient échangés contre le dividende. La date de versement du dividende est postérieure de quelques jours à la date de détachement, entre trois et vingt jours en fonction des pays et des banques intermédiaires.
La baisse du cours de l'action lors du jour du détachement n'est pas orchestrée par l'entreprise émettrice des dividendes : il s'agit d'une auto-régulation du marché. Si, par exemple, une action est cotée à 100 € un jour avant la date du détachement pour un dividende par action de 2 €, alors, une fois cette date passée, il est normal que les acheteurs potentiels qui ne toucheront donc pas le dividende abaissent leur prix d'achat de 2 €, soit le prix du dividende, à 98 €, puisque la valeur de l'entreprise a théoriquement diminué d'autant. Pour que la baisse du cours de l'action soit exactement égale au prix du dividende, il faut que le marché soit parfait : les acteurs du marché doivent notamment être totalement rationnels. De plus, d'autres facteurs indépendants de l'émission de dividendes affectent également le cours de l'action le jour du détachement comme pour n'importe quel autre jour. La baisse enregistrée n'est donc jamais exactement égale au prix du dividende et il peut arriver que sous l'action d'autres facteurs, le cours de l'action augmente ce jour-là.
En France, il existe une autre manière de transférer de la trésorerie les actionnaires, mais elle est exceptionnelle : il s'agit de l'amortissement du capital. Il a lieu à l'approche d'une liquidation (Article L225-198 et suivants du code de commerce). En droit des sociétés français les modalités d'attribution et de versement sont régies par les articles L232-10 et suivants du code de Commerce.
En droit des entreprises en difficulté, le dividende est la part de l'actif revenant aux créanciers qui n'ont pu être intégralement payés après liquidation de l'entreprise : on dit alors que les créanciers sont payés "au marc le franc".

## Dividendes et paradis fiscaux
Afin de ne pas payer des impôts sur les bénéfices des sociétés et ainsi augmenter les dividendes, les entreprises peuvent créer des sociétés dans des paradis fiscaux et transférer les bénéfices vers ces sociétés, par exemple en facturant un service égal à leurs revenus dans le pays où les entreprises devraient payer des impôts. Les dividendes restent toutefois soumis a l’impôt sur le revenu de l'actionnaire.

## Fiscalité et comparaison avec le rachat d'actions
En France, une taxe supplémentaire de 3 % sur les dividendes, contribution additionnelle à l’impôt sur les sociétés, est introduite en 2012 sous le gouvernement de Jean-Marc Ayrault. Elle est partiellement invalidée par la Cour de Justice de l'Union européenne, qui estime qu'il est interdit de ponctionner les dividendes remontés d'une filiale à sa société-mère, puis déclarée illégale par le Conseil constitutionnel en 2017 considérant que maintenir cette taxe pour certaines entreprises et pas d'autres est « contraire aux principes d'égalité devant la loi et devant les charges publiques ». Depuis le 1er janvier 2018, les dividendes sont soumis au Prélèvement forfaitaire unique (PFU) ou « Flat Tax » de 30 % (12,8 % d'impôt sur le revenu et 17,2 % de prélèvements sociaux).
Toutes choses égales par ailleurs, le rachat d'actions est préférable au dividende lorsque le taux d'imposition des plus-values est plus faible que le taux d'imposition des dividendes.

## Rémunération des dirigeants en dividende
Depuis 2013, les dividendes perçus par les gérants majoritaires de SARL sont assujettis aux cotisations sociales pour la part qui dépasse 10 % du capital social, des primes d’émission et des sommes versées en compte courant. Cette mesure a entraîné des transformations massives de SARL en SAS. Dans la plupart des cas, cette transformation n’était absolument pas justifiée, le statut de gérant TNS (SARL) offrant un taux d’efficacité de rémunération bien supérieur.

## Éléments statistiques
En 2019, les liquidités restituées aux actionnaires du CAC 40 ont augmenté de 12 % à 60,2 milliards d'euros, dépassant le niveau record de 2007 : 57 milliards d'euros. Le taux moyen de distribution de dividendes a progressé d'un point à 47 % ; avec les rachats d'actions et les dividendes extraordinaires, ce taux de distribution recule d'un point à 58 %.
C'est seulement en 2018 que les montants distribués aux actionnaires des entreprises du CAC40 ont retrouvé leur niveau de 2007 ; la crise de 2008 avait entrainé un effondrement de 35 % en 2009 ; l'année 2017, référence pour les versements de 2018, avait été la meilleure année depuis 10 ans avec 92 milliards d'euros de bénéfices ; le taux de distribution a reculé à 46 % contre 48 % en 2017 et 50 % en 2015 ; avec les rachats d'actions, il atteint 59 % :
| en Mt                   | 2003 | 2004 | 2005 | 2006 | 2007 | 2008 | 2009 | 2010 | 2011 | 2012 | 2013 | 2014 | 2015 | 2016 | 2017 | 2018 | 2019 |
| Dividendes en numéraire | 14,1 | 16   | 24   | 31,2 | 37,8 | 43   | 27,1 | 33,8 | 34,6 | 32,3 | 34,4 | 36,2 | 34,8 | 40,7 | 39,2 | 42,7 | 49,2 |
| Dividendes en actions   | 0    | 0    | 0    | 0    | 0    | 0    | 8,2  | 3,1  | 4,3  | 4    | 2,4  | 9,6  | 2,7  | 5,5  | 5,1  | 3,8  | nd   |
| Rachats d'actions       | 7,6  | 9,2  | 6,3  | 7,9  | 19,2 | 11,2 | 0    | 2    | 5,7  | 4,6  | 6,6  | 10,2 | 5,5  | 9,5  | 6,6  | 10,9 | 10,7 |
| Total distribution      | 21,7 | 25,2 | 30,3 | 39,1 | 57   | 54,2 | 35,3 | 38,9 | 44,6 | 40,9 | 43,4 | 56   | 43   | 55,7 | 50,9 | 57,4 | 60,2 |

- Dividendes en numéraire
- Dividendes en actions
- Rachats d'actions

Une étude de la direction du Trésor sur l'évolution de la part des salaires et des distributions aux actionnaires dans la valeur ajoutée entre 1994 et 2015 conclut que la part des salaires a progressé de 0,6 % en France, alors qu'elle a reculé dans la plupart des pays de l'OCDE (sauf au Royaume-Uni) ; la progression des salaires réels (+0,7 point de PIB) a dépassé celle de la valeur ajoutée (+0,6 point). Sur la même période, la part allouée aux actionnaires a reculé d'un dixième de point de PIB.